# مكاك مقلنس
مكاك مقلنس أو مكاك ذو القلنسوة (الاسم العلمي: Macaca radiata) (بالإنجليزية: bonnet macaque)‏ هو نوع من الحيوانات يتبع جنس السعدان المكاك من فصيلة سعادين العالم القديم.
يتميّز السَّعدان المُقَلْنَس بالرشاقة وخفة الحركة.